# باب پار
رابرت «باب» پار (به انگلیسی: Robert "Bob" Parr) که با نام آقای شگفت‌انگیز نیز شناخته می‌شود، یک شخصیت تخیلی است که در ششمین فیلم انیمیشن دیزنی/پیکسار یعنی شگفت‌انگیزان (۲۰۰۴) و دنبالۀ آن و بیستمین فیلم انیمیشن شگفت‌انگیزان ۲ (۲۰۱۸) ظاهر می‌شود. او یک ابرانسان است که دارای نیرو ابرانسانی، پایداری و استقامت است. او با هلن پار مشهور به الاستیگرل ازدواج کرده و دارای سه فرزند به نام‌های دش، وایولت و جک‌جک هستند. صداپیشگی او را کریگ تی نلسن در فیلم‌ها بردوش دارد، در همان هنگام در آقای شگفت‌انگیز و دوستان و بازی‌های ویدئویی، صداپیشگی او به‌دست پیت داکتر، ریچارد مک‌گوناگل و جف برگمن انجام شده است. او به‌دست نویسنده/کارگردان، برد برد، ساخته شده است، و تا اندازه‌ای بر پایهٔ پدر برد ساخته شده است، و برد می‌گوید: «او کمی همانند پدر من است، زیرا پدرم مردی والا، به‌راستی بامزه و باهوش بود، و من او را خیلی دوست دارم».

## بازخورد
باب پار با پیشواز گوناگونی از داوران روبه‌رو شده است. استفانی زاکارک از تایم به‌خوبی باب را با یک پدر واقعی مقایسه کرد.

## در فرهنگ عامه
در روزهای پایانی ۲۰۲۱، آقای شگفت‌انگیز سوژه یک میم اینترنتی محبوب شد که بیشتر از آن با نام «آقای شگفت‌انگیز غیرعادی میشه» (انگلیسی: Mr. Incredible Becoming Uncanny) یاد می‌شود. این میم‌ها از باب پار را نشان می‌دهد که بیشتر آسیب دیده و اندوهگین می‌شود، زیرا جستارها و حقایق گوناگون کم‌کم به شیوه‌ای ناراحت‌کننده ارائه می‌شوند.

## پیوند به بيرون
- وب‌گاه رسمی شخصیت